# Jean-Pierre Maradan
Jean-Pierre Maradan (* 19. Februar 1954) ist ein ehemaliger Schweizer Fussballspieler.
Maradan spielte Kinder-Fussball bis zu den B-Junioren beim FC Deitingen. 1970 wechselte er zum FC Grenchen und spielte dort bei den Junioren Interregional, in der 1. Mannschaft in der Nationalliga B und nach dem Aufstieg 1971 in der Nationalliga A. Nach der Saison 1972/73 stieg die Mannschaft wieder ab.
Im Jahr 1976 wechselte er zum FC Basel zurück in die NLA. Trotz vielen Spielerpersönlichkeiten (Mundschin, Stohler, Geisser, Maissen, Ramseier und Fischli spielten damals in Basel) wurde der Rechtsfüsser Maradan schnell Stammspieler. Mit Basel wurde er zweifacher Schweizer Meister sowie Schweizer Cupfinalist 1982. Er wurde Alpencupsieger und viermaliger Uhrencupsieger. Im Uhrencupfinal von 1983 schoss er das Tor, per Penalty, zum 1:0-Sieg gegen den FC Zürich.
Nach seiner erfolgreichen Zeit in Basel kehrte er 1984 zurück nach Grenchen zu seiner Familie und zum FC Grenchen.

## Titel und Erfolge
Grenchen
- Uhrencupsieger: 1971, 1985
- Aufstieg in die Nationalliga A: 1970/71

FC Basel
- Schweizer Meister: 1977, 1980
- Uhrencupsieger: 1978, 1979, 1980, 1983
- Alpencupsieger: 1981